# Den mystiska blondinen
Den mystiska blondinen (engelska: The Alphabet Murders) är en brittisk film från 1965 i regi av Frank Tashlin och med Tony Randall i huvudrollen som Hercule Poirot. Filmen är baserad på romanen ABC-morden av Agatha Christie.
Filmen hade svensk premiär den 21 mars 1966 på biograf Sture i Stockholm.

## Historia
Rollen som Poirot var ursprungligen tänkt för Zero Mostel men filmen försenades på grund av att Agatha Christie motsatte sig manuset. Bland de saker som hon invände mot var avsikten att lägga in en sängkammarscen med Hercule Poirot. Filmen skiljer sig markant från romanen och betonar komedi, regissören Frank Tashlins specialitet. Poirot får pajasaktiga egenskaper, samtidigt som han förblir en briljant detektiv.
Filmen innehåller en okrediterad cameo av Margaret Rutherford som Miss Marple och Stringer Davis som hennes vän Mr Stringer. Paret hade tidigare medverkat i en serie av fyra filmer som karaktärerna som producerades av MGM mellan 1961 och 1964: 4.50 från Paddington, Mord, sa hon, Det är fult att mörda och Snusdosan.
Austin Trevor, som spelar butlern Judson, hade spelat Poirot i tre brittiska filmer i början av 1930-talet: Alibi (1931), Black Coffee (1931) och Tretton vid bordet (1934).

## Handling
Clownen Albert Aachen hittas död och mordvapnet råkar vara en giftpil. När en kvinna vid namn Betty Barnard blir nästa offer misstänker detektiven Hercule Poirot att Sir Carmichael Clarke kan vara i stor fara då mördaren syns välja sina offer i alfabetisk ordning efter deras förnamn.
När Poirot och kapten Hastings undersöker brotten blir en vacker kvinna med ett intressant monogram vid namn Amanda Beatrice Cross i fokus för deras utredning, åtminstone tills Cross avslutar sitt liv genom att hoppa i Themsen.

## Rollista i urval
- Tony Randall – Hercule Poirot
- Anita Ekberg – Amanda Beatrice Cross
- Robert Morley – Hastings
- Maurice Denham – Japp
- Guy Rolfe – Duncan Doncaster
- Sheila Allen – Lady Diane
- James Villiers – Franklin
- Julian Glover – Don Fortune
- Grazina Frame – Betty Barnard
- Clive Morton – 'X'
- Cyril Luckham – Sir Carmichael Clarke
- Richard Wattis –	Wolf
- David Lodge – Sergeant
- Patrick Newell – Cracknell
- Margaret Rutherford – Miss Marple
- Stringer Davis – Mr. Stringer

## Mottagande
Leonard Maltin gav filmen 2 1/2 av 4 stjärnor och kallar den en "udda adaption" av Christies bok. Maltin fortsatte med att säga: "Den märkliga rollbesättningen av Randall ... Och lite för mycket slapstick gör det här mer till en kuriositet än något annat." TCM kallar Randalls Poirot för "en Kommissarie Clouseau-liknande luffare" och noterar att den andra filmen i Rosa pantern-serien hade blivit väl mottagen året innan. A.H. Weiler från The New York Times avfärdade filmen som "en rutinmässig genomgång av klichéer och ledtrådar".